# Le Prisonnier de Chillon
Le Prisonnier de Chillon est un poème de Lord Byron publié en 1816, inspiré de l’histoire de François Bonivard enfermé au château de Chillon, en Suisse, de 1530 à 1536.

## Genèse

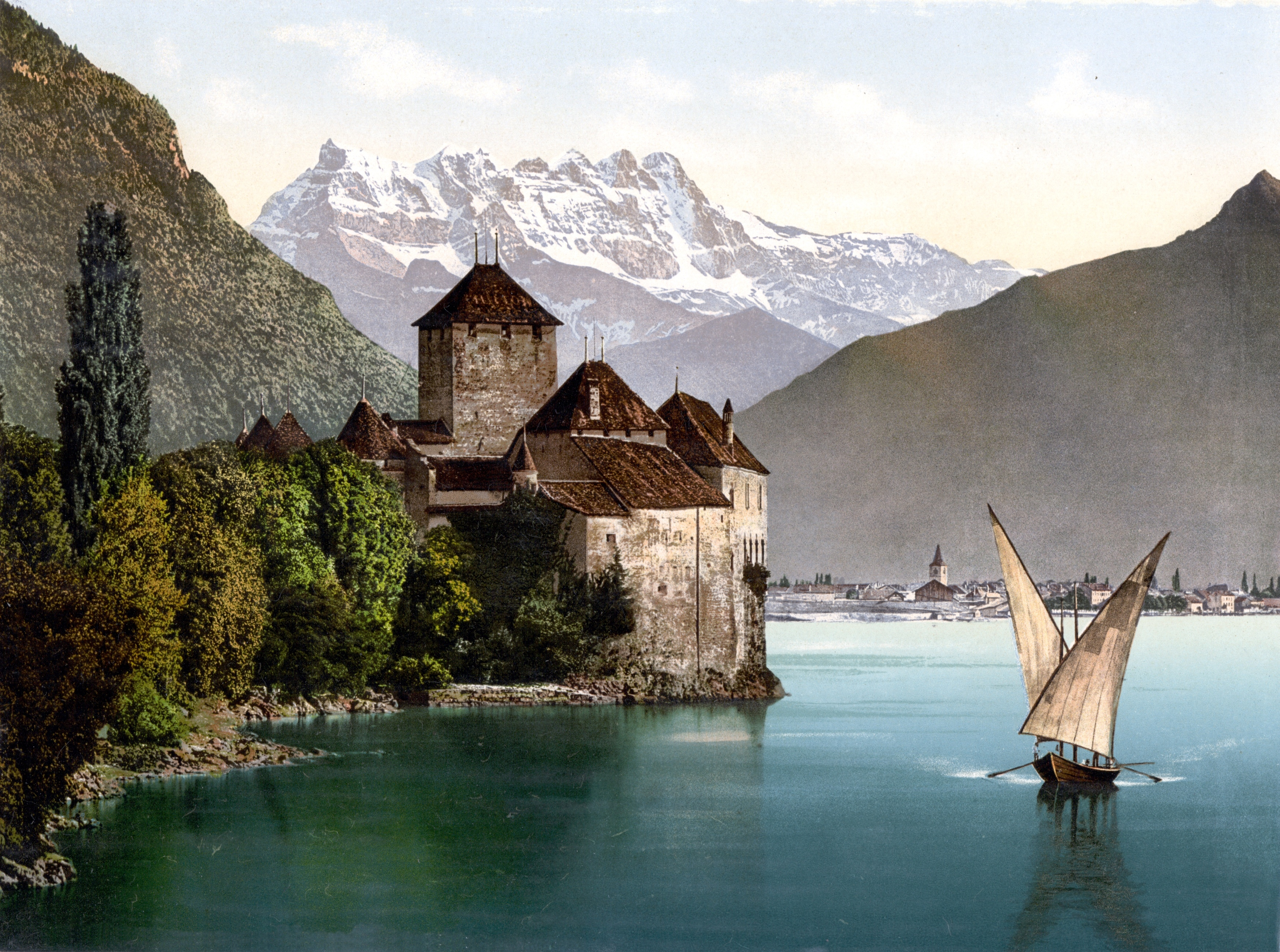
Château de Chillon et dents du Midi sur une carte postale de la fin du XIXe siècle.

À la suite du scandale de sa séparation d'avec son épouse, Lord Byron quitte l’Angleterre en avril 1816. Après un passage par la Belgique et Waterloo, il arrive en Suisse très démoralisé : « Elle—ou plutôt — cette séparation — m'a brisé le cœur, écrit-il — c'est comme si un éléphant m'était passé dessus — et je ne m'en remettrai jamais, j'en suis persuadé — mais j'essaie. ». Il cherche une villa à louer sur les bords du Léman. Il y rencontre, en mai 1816, le poète Shelley, qu'accompagnent Mary Godwin (elle n’a pas encore épousé Shelley) et Claire Clairmont, avec qui il a eu une brève liaison à Londres. Byron loue la villa Diodati, tandis que les Shelley s’installent dans une petite maison à Montalègre. Les deux poètes, ayant beaucoup en commun, nouent rapidement une relation amicale et passent de longs moments ensemble sur le lac ou en excursion, notamment au château de Chillon qui les marque tous les deux. C’est à la suite de cette visite que Byron a l’idée d’écrire un poème évoquant l’emprisonnement de François Bonivard.